# Região Geográfica Imediata de Bragança Paulista
A Região Geográfica Imediata de Bragança Paulista é uma das 53 regiões imediatas do estado brasileiro de São Paulo, uma das 11 regiões imediatas que compõem a Região Geográfica Intermediária de Campinas e uma das 509 regiões imediatas no Brasil, criadas pelo IBGE em 2017.
É composta por 11 municípios, tendo uma população estimada pelo IBGE para 01 de julho de 2024, de 513 164 habitantes e uma área total de 3 219 km².

Municípios constituintes da região

A cidade-sede de Bragança Paulista é a 11ª mais populosa da região Intermediária.

## Municípios
Fonte: IBGE – Cidades
| Município             | População Estimativa 2024 | Área (km²) |
| --------------------- | ------------------------- | ---------- |
| Atibaia               | 166 043                   | 479        |
| Bom Jesus dos Perdões | 22 501                    | 108        |
| Bragança Paulista     | 184 634                   | 513        |
| Joanópolis            | 13 095                    | 374        |
| Nazaré Paulista       | 18 620                    | 326        |
| Pedra Bela            | 6 718                     | 159        |
| Pinhalzinho           | 15 605                    | 155        |
| Piracaia              | 26 764                    | 386        |
| Socorro               | 41 405                    | 449        |
| Tuiuti                | 6 974                     | 127        |
| Vargem                | 10 805                    | 143        |
| Total                 | 513 164                   | 3 219      |